# Gabărska, Loveci
Gabărska (în bulgară Габърска) este un sat în comuna Troian, regiunea Loveci,  Bulgaria. 

## Demografie
Componența etnică a satului Gabărska
     Bulgari (97,22%)
     Nicio identificare (2,77%)
     Altele (0%)
La recensământul din 2011, populația satului Gabărska era de 36 locuitori. Din punct de vedere etnic, majoritatea locuitorilor (97,22%) erau bulgari. Pentru 2,77% din locuitori nu este cunoscută apartenența etnică.